# جون هنري تشارلز ويلوبي
جون هنري تشارلز ويلوبي هو سياسي كندي، ولد في 3 يوليو 1861، وتوفي في 1940.